# Clarinete bajo
El clarinete bajo es un clarinete afinado en Si♭ (bemol) que emite sonidos una octava por debajo del clarinete soprano. El origen del clarinete bajo se remonta al siglo XVIII. La versión moderna se debe al trabajo de Adolphe Sax en la década de 1830.   

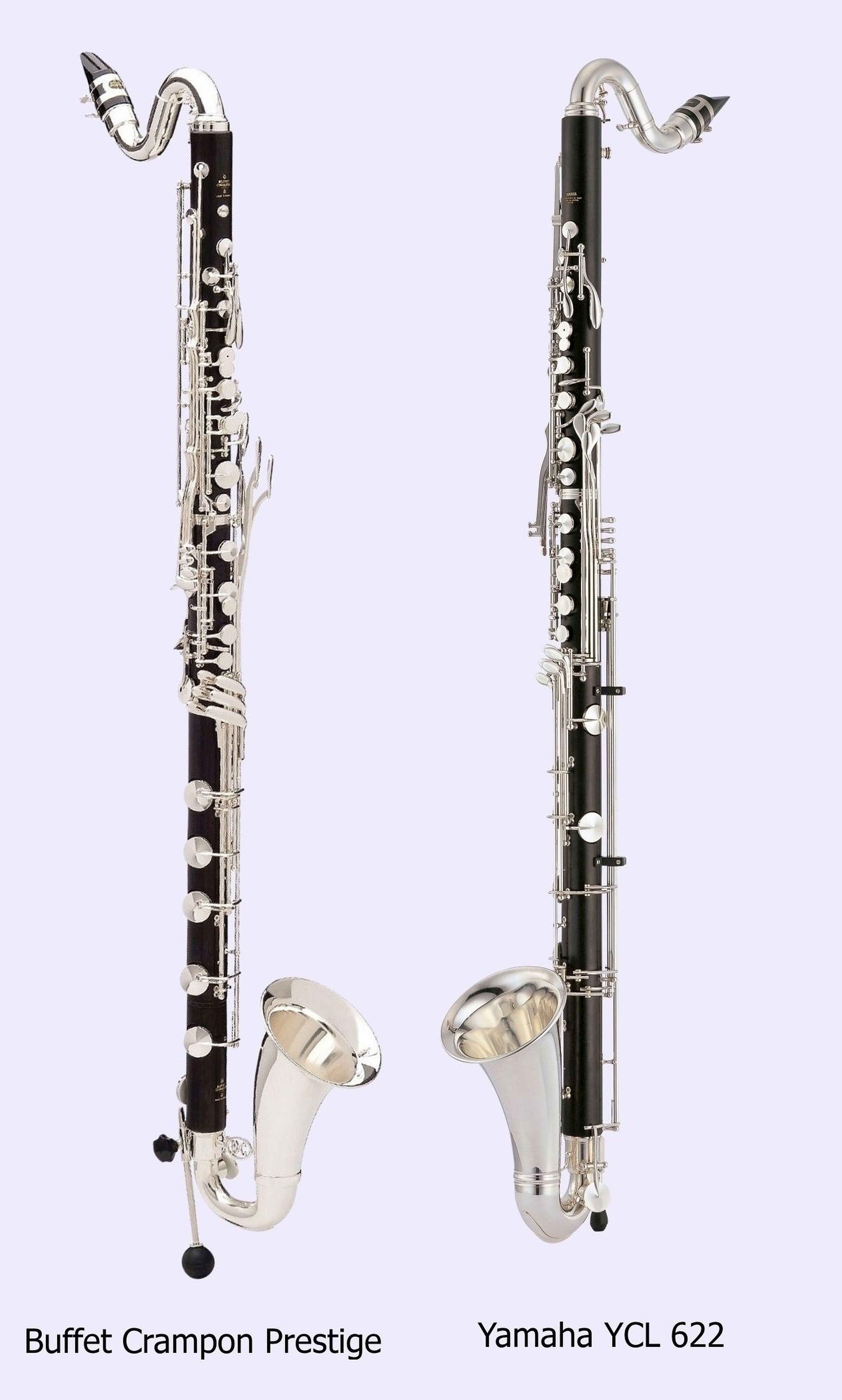
2 clarinetes bajos modernos.

La forma del clarinete bajo recuerda a la de un saxofón tenor, pero con dos diferencias: el cuerpo es cilíndrico en vez de cónico, y el material es la madera, (en concreto ébano), en vez de latón.
Este instrumento transpositor fue introducido en la orquesta por Giacomo Meyerbeer, para su ópera Los Hugonotes.